# بن هاندلوغتين
بن هاندلوغتين (بالإنجليزية: Ben Handlogten)‏ مواليد 16 نوفمبر 1973 في غراند رابيدز، هو لاعب كرة سلة أمريكي سابق أصبح مدرباً بدأ مسيرته الاحترافية في سنة 1996. وحمل الرقم 44. يبلغ طوله 6 قدم 11 بوصة (2.1 م). اعتزل اللعب في 2006.

## المسيرة الاحترافية
لعب مع نييغاتا ألبيريكس في موسم 1998–1999، ثم لعب مع غلطة سراي لكرة السلة في الدوري التركي في موسم 1999–2000، ثم لعب مع فيرتوس روما في الدوري الإيطالي في موسم 2001–2002، ثم لعب مع يوتا جاز من سنة 2003 إلى 2005، ثم لعب مع أولسان موبيس فوبوس في موسم 2005–2006.

## روابط خارجية
- بن هاندلوغتين على موقع إن بي أي (الإنجليزية)
- بن هاندلوغتين على موقع سبورتس رفرنس (الإنجليزية)
- بن هاندلوغتين على موقع كرة السلة الأوروبية.كوم (الإنجليزية)
- بن هاندلوغتين على موقع كلية كرة السلة في سبورتس رفرنس.كوم (الإنجليزية)
- بن هاندلوغتين على موقع ريلجم (الإنجليزية)
- بن هاندلوغتين على موقع بروبوليرز (الإنجليزية)
- بن هاندلوغتين على موقع سبورتس رفرنس (الإنجليزية)